# Immanuel Wallerstein
Immanuel Maurice Wallerstein, född 28 september 1930 i New York, död 31 augusti 2019 i New York, var en amerikansk sociolog. 
Wallerstein avlade 1959 sin doktorsexamen på Columbia University där han studerade under C. Wright Mills och vid Oxford 1955–1956. Under 1950-talet påbörjade han sin karriär genom att studera Afrika och har sedan dess varit en kritiker av obalansen i världsekonomin. Immanuel Wallerstein var professor i sociologi vid Yale University, och har varit ordförande för International Sociological Association (1994–1998). Han skrev en rad böcker, bland annat trebandsverket "The Modern World System". På svenska finns sedan tidigare "Liberalismens död" (utkommen på Vertigo förlag 2001) .
Wallerstein kom att göra gemensam sak med forskarna kring Förenta nationernas Commisión Ecónomia para América Latina (Cepal) – en tankeskola som delar upp världen i en axel med polerna periferi och centrum. Andre Gunder Frank och Samir Amin menade att denna konflikt alltid var till centrums fördel. Wallerstein däremot utvecklade utifrån detta antagande en modell som sammanfattas i följande:
- Dagens globala samhälle började utvecklas i Västeuropa under 1400-talets andra hälft. Det expanderade genom erövring tills det omslöt hela jorden.
- Systemet är kapitalistiskt. Kapitalackumulation är dess yttersta mål.
- Det är ett ojämlikt system av kapitalister och producenter; samt centra och periferier; det råder mellan dessa en arbetsdelning som är axiell eftersom denna arbetsdelning utgör en axel runt vilken systemet rör sig.
- Systemet har en utvecklingshistoria som består i periodiska cykler: "exempelvis växling mellan expansion och stagnation och växling mellan hegemonisk makt och rivalitet, samt därmed sammanhängande långsiktiga tendenser, exempelvis allt mer varufiering eller kommersialisering och allt större polarisering mellan gynnade och icke gynnade."
- Denna utvecklingshistoria har ett slut, som, om inte annat, "tvingas fram" när tendenserna/trenderna i systemet når så kritiska nivåer att ett val av en ny (och artskild) ordning (eller ordningar) måste göras.